# Pandanus verecundus
Pandanus verecundus är en enhjärtbladig växtart som beskrevs av Benjamin Clemens Masterman Stone. Pandanus verecundus ingår i släktet Pandanus och familjen Pandanaceae. IUCN kategoriserar arten globalt som akut hotad.
Artens utbredningsområde är Nya Kaledonien. Inga underarter finns listade.